# کمین (فیلم ۱۹۹۹)
کمین (فنلاندی: Rukajärven tie) فیلمی فنلاندی در سبک جنگی است که در سال ۱۹۹۹ منتشر شد. از بازیگران آن می‌توان به پتر فرانتسن و کاری هیسکانن اشاره کرد.